# Naziq al-Abed
Naziq Khatim al-Abed Bayhum (en árabe: نازك العابد) más conocida como la "Juana de Arco árabe", fue una activista por los derechos de las mujeres y criticó el colonialismo otomano y francés en Siria. Fue la primera mujer en ganar un puesto en el Ejército Árabe Sirio gracias a su papel en la formación de la Sociedad Estrella Roja y, pionera del Movimiento Internacional de la Cruz Roja y de la Media Luna Roja, durante la batalla de Maysalun. Luchó por la independencia nacional y el derecho de las mujeres a trabajar y votar en Siria.

## Lucha Nacionalista

### Contra el Imperio Otomano
al-Abed participó activamente en el movimiento por el sufragio y en la resistencia a la ocupación otomana de Siria. Durante el movimiento de mujeres sirias de 1919, escribió varios artículos sobre el movimiento para periódicos de Damasco bajo un seudónimo masculino.
En 1941 creó un grupo cuyo objetivo era defender los derechos de la mujer, por lo que fue exiliada a El Cairo por las autoridades otomanas, donde permaneció hasta la disolución del Imperio Otomano en 1918. En 1919, al-Abed fundó la sociedad y revista Nur al-Fayha '(Luz de Damasco) y más tarde, en 1922, una escuela del mismo nombre que ofrecía cursos de inglés y costura a jóvenes que habían quedado huérfanos por la guerra.

### Contra la ocupación francesa de Siria
Como representante de una delegación de mujeres en la Comisión King-Crane, al-Abed habló con diplomáticos estadounidenses sin hiyab para mostrar su interés en un gobierno laico en Siria y para testificar contra la ocupación francesa.
En 1920 fundó la Asociación de la Estrella Roja, una de las primeras formas de la Media Luna Roja. En julio, a la llamada del Ministro de Guerra Yusuf al-Azma , al-Abed tomó las armas en la Batalla de Maysalun y dirigió a las enfermeras de la asociación. A pesar de ser enviada al exilio por el gobierno francés, después de la derrota del ejército sirio, fue considerada una heroína nacional comenzando a ser llamada la Juana de Arco siria. Su valentía le valió el rango de general del Ejército Árabe Sirio; siendo la primera mujer en acceder a esta función. El Príncipe Fáysal le acabaría otorgando el cargo de "presidente honorario" del Ejército Sirio. Como primera mujer general en Siria, fue fotografiada con uniforme militar y sin hiyab, pero las protestas de los conservadores hicieron que volviese a usarlo.
El gobierno le concedió una amnistía en 1921 y regresó a al país, con la condición de que evitara la política. Al llegar a la "Ciudad del Jazmín", fundó la escuela Luz de Damasco, que ofrecía clases de inglés y costura para viudas y niñas pobres. Esto fue considerado una amenaza por las agencias y programas humanitarios franceses al supuestamente competir con ellos para obtener recursos, por lo que las autoridades francesas amenazaron con arrestarla, teniendo que exiliarse en el Líbano.
Durante la guerra árabe-israelí de 1948, creó una asociación para ayudar a los refugiados palestinos.

## Derechos de las mujeres
En 1922, creó la Unión de Mujeres junto a dos feministas libanesas.  
En 1933, fundó Niqâbat al-Mar'a al-'Amila (Sociedad de Mujeres Trabajadoras), que analizó cuestiones laborales en nombre de las mujeres en Siria, defendiendo su liberación económica como un medio de liberación política.

## Vida personal
Naziq  nació en una influyente familia de Damasco. Su padre, Mustafá al-Abed, era un aristócrata que estaba a cargo de los asuntos administrativos en Kirkuk y más tarde fue enviado diplomático del sultán Abdul Hamid II en Mosul. Ella también era sobrina de Ahmed Izza al-Abed, juez y consejero del sultán. Mientras vivía en Turquía, aprendió varios idiomas en escuelas turcas, estadounidenses y francesas. Durante 10 años, la familia vivió exiliada en Egipto debido al triunfo de la Revolución de los Jóvenes Turcos en 1908.
En 1922, después de exiliarse en el Líbano, conoció y se casó con el intelectual y político árabe Muhammad Jamil Bayhum.

## Homenajes
En 2011, el gobierno sirio lanzó un sello postal con su rostro.
Es una de las mujeres biografiadas en el libro "Valerosas" (Les Culottées), de la ilustradora Penélope Bagieu, adaptado para televisión y emitido en cadenas de varios países, a saber: Francia, Italia y Portugal.

## Otras lecturas
Moubayed, Sami M. (2006). Acero y seda: hombres y mujeres que dieron forma a Siria 1900-2000. Cune Press. [S.l.: S.n.] ISBN 9781885942418